# Chronologie historique de Taïwan
Ceci est une chronologie de l'histoire de l'île de Taïwan, de la Préhistoire à nos jours.

## Temps préhistoriques

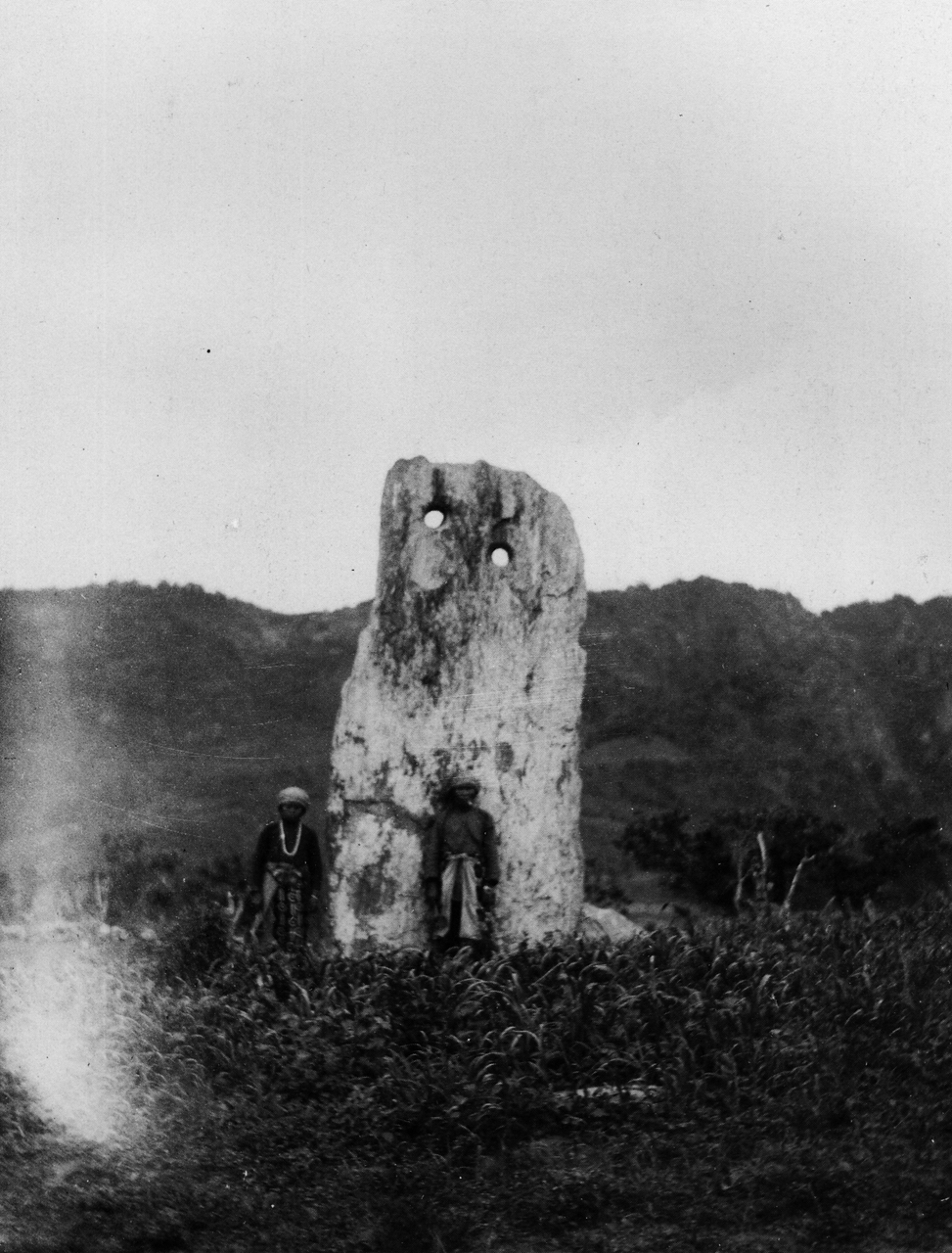
Monolithe à Beinan.

- Il y a 30 000 ans : plus vieille trace humaine à Taïwan (homme de Zuozhen)
- Il y a 6 000 ans : les ancêtres des aborigènes, issus de la culture de Hemudu, originaire de la baie de Hangzhou commencent à arriver par vagues successives à Taïwan et forment le groupe initial des langues austronésiennes. Ils assimilent et remplacent alors les populations du Pléistocène[1],[2].
- Il y a 1 000 ans : les ancêtres des Da'o arrivent sur l’île de Lanyu (l’île des orchidées).

## XVIesiècle
- 1540 : en 1540-42 les Portugais en route pour le Japon croisent au large de Taïwan et nomment l’île Formose (Ilha Formosa)[3].

## XVIIesiècle
- 1604 : Pour le compte de la Compagnie des Indes, les Hollandais sous le commandement de Wijbrand van Waerwijck, s’installent aux Pescadores pour commercer avec la Chine. Le général Ming Shen You-rong leur demande de se retirer[4].
- 1609 : Le shogunat Tokugawa envoie le seigneur Arima Haruno (有馬晴信) pour une mission d’exploration de Taïwan.
- 1616 : Murayama Toan (村山等安) essaye d’envahir Taïwan, les attaques des Aborigènes font échouer l'expédition.
- 1622 : Les Hollandais sous le commandement de Cornelis Reyersoon occupent les Pescadores  afin de persuader la Chine de commercer avec eux. Ils construisent un fort aux Pescadores.
- 1623 : 
  - Le capitaine Ripon est envoyé depuis les Pescadores à Taïwan pour commencer la construction d'un fortin. Il est rappelé peu de temps après, il quitte Taïwan et repart pour les Pescadores[5].
  - la cour des Ming interdit de naviguer vers Taïwan.
- 1624 : En août les troupes chinoises forcent les Hollandais à quitter les Pescadores, ils sont néanmoins autorisés à s’installer à Taïwan et le gouvernement chinois accepte également de commercer avec les Hollandais. Les Hollandais s’installent donc à Tayouan (actuel Anping à Tainan), il s'y construiront le fort Zeelandia.
- 1625 : En janvier le premier gouverneur de la Compagnie des Indes, Maarten Sonck loue auprès des aborigènes du villages de Sinkan, un terrain qui sera appelé Sakam.
- 1626 : En mai les Espagnols sous le commandement de Antonio Carrendo de Valdes débarquent aux nord de l’île, ils nomment l'endroit Santissima Trinidad (à Keelung de nos jours) et commencent la construction du fort San Salvador.
- 1627 : Le 4 mai le missionnaire hollandais, Georges Candidius arrive à Taïwan.
- 1628 : Les Espagnols s’installent à Tamsui et construisent le fort Santo Domingo.
- 1635 : En août, des renforts arrivent de Batavia (Jakarta), en fin d'année une campagne de « pacification » de la zone proche de Tayouan commence, le plus redoutable village aborigène (Mattau) est battu.
- 1636 : 
  - La campagne de « pacification » prend fin, une cérémonie regroupant les représentants de 28 villages est organisée, ainsi commence la domination des Hollandais dans le Sud-Ouest de l'île.
  - Les Aborigènes attaquent les Espagnols à Tamsui, après cette attaque l’intérêt que portent les Espagnols à Taïwan baisse.
  - Les Hollandais construisent une école à Sinkan et enseignent la Bible aux aborigènes.
- 1641 : Les Hollandais réunissent les chefs aborigènes pour qu’ils forment un conseil local.
- 1642 : 26 août, les Hollandais expulsent les Espagnols de Taïwan.
- 1647 : Les Hollandais introduisent du bétail et enseignent aux aborigènes à les utiliser.
- 1652 : 7 septembre, en protestation contre l’exploitation qu’ils estiment subir de la part des Hollandais quelque 15 000 Chinois se révoltent avec à leur tête Kuo Huai-i (Fayet). Avec l’aide des Aborigènes la révolte est écrasée.
- 1661 : 
  - Le 30 avril Zheng Chenggong (Koxinga) débarque à Taïwan avec 25 000 soldats, pour en faire une base afin de lutter contre les Mandchous.
  - Le gouvernement mandchou interdit de traverser le détroit.
- 1662 : 
  - Le premier février les Hollandais se rendent à Koxinga. Frederick Coyett et Koxinga signent un traité[6], et les Hollandais quittent Taïwan. Koxinga s’installe dans le fort Zeelandia dont il fait son palais; il renomme l’endroit Anping.
  - Koxinga meurt le 23 juin, son fils Zheng Jing lui succède.
- 1664 : Le 20-21 août les Hollandais reviennent à Taïwan et s'installent dans l'ancien fort espagnol de Keelung[7].
- 1668 : Fin 1668 les Hollandais se retirent de Keelung.
- 1681 : Zheng Jing meurt et son fils Zheng Keshuang lui succède, il n'a que 12 ans.
- 1683 : En juin les troupes mandchoues (dynastie Qing), avec à leur tête Shi Lang débarquent aux Pescadores, les Zheng se rendent aux Mandchous. De nombreux Chinois habitant Taïwan seront rapatriés sur le continent.
- 1684 : Taïwan devient une préfecture de la province du Fujian. Elle est divisée en 3 districts (Zhuolo, Taïwan et Fengshan).

## XVIIIesiècle
- 1721 : révolte de Chu I-Kuei. Les insurgés prennent le contrôle de Tainan, et Chu I-Kuei est nommé « Roi ». Des troupes sont envoyées  depuis le continent et écrasent les insurgés.
- 1722 : Le gouverneur mandchou interdit la culture dans les montagnes.
- 1727 : Le gouverneur autorise les communautés Pingpu à louer leurs terres aux Chinois.
- 1731 : fin 1731 commence la révolte de Ta-chia-hsi, les aborigènes des plaines se révoltent à cause des abus de l'administration Qing.
- 1739 : Une frontière délimite les territoires des Aborigènes des montagnes, le gouvernement interdit aux Chinois d'entrer sur ces terres, cette interdiction sera levée en 1875.
- 1758 : Le gouverneur mandchou ordonne aux Aborigènes d’adopter les coutumes chinoises ainsi que des noms chinois.
- 1760 : Le gouverneur lève les restrictions pour traverser le détroit.
- 1766 : Le gouverneur met en place le « Bureau des affaires barbares ».
- 1787 : Révolte menée par Lin Shuang-Wen (林爽文), la révolte est réprimée avec l'aide de troupes venues du continent.

## XIXesiècle

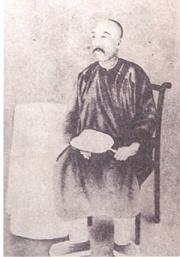
Liu Mingchuan, premier gouverneur de Taïwan

- 1858 : Traité de Tianjin, la France et l'Angleterre obtiennent l'ouverture des ports de Keelung, Tamsui, Kaohsiung et Anping.
- 1865 : Ouverture d'un consulat anglais au sud de l'île.
- 1871 : Des pêcheurs des îles Ryukyu après un typhon débarquent au sud de Taïwan et sont tués par les Paiwan à Mutan (incident du village mutan).
- 1872 : En mars le missionnaire George Leslie Mackay du Canada arrive à Tamsui.
- 1874 : 
  - Les Japonais débarquent à Taïwan officiellement pour « venger » les pêcheurs des îles Ryukyu, mais cherchent à faire reconnaitre leurs droits sur ces îles. Ils affrontent les Paiwan de Mutan. Les troupes japonaises finissent par se retirer, et la cour des Qing paye des indemnisations[8].
  - Shen Pao-chen  demande une politique d’ouverture des zones montagneuse afin d'administrer les Aborigènes et de faciliter les transports dans l’île, des troupes sont envoyées dans les villages aborigènes.
- 1875 : Taïwan est divisé en deux préfectures.
- 1880 : George Leslie Mackay construit un hôpital.
- 1882 : George Leslie Mackay ouvre le « collège d'Oxford » à Tamsui.
- 1884 : Durant la guerre franco-chinoise, la marine française fait le blocus de Keelung et de Tamsui.
- 1885 : Taïwan devient une province chinoise avec Taipei comme capitale. Liu Mingchuan (劉銘傳) devient le premier gouverneur de Taïwan et entreprend sa modernisation.
- 1891 : La ligne de chemin de fer Keelung-Taipei est inaugurée.

- 1895 : 

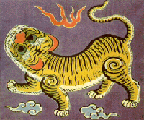
Drapeau de la République de Formose.

  - À la suite de la guerre sino-japonaise (1894-1895) le traité de Shimonoseki[9] est signé et la Chine cède Taïwan au Japon.
  - Le 23 mai des pro-Qing déclarent la République de Taïwan, Tang Jingsong (唐景崧) est nommé Président le 25 mai.
  - Le 29 mai les troupes japonaises débarquent près de Keelung.
  - Le 6 juin Tang Jingsong fuit en Chine, et Liu Yongfu lui succède.
  - En octobre les troupes japonaises rentrent à Tainan ; c'est la fin de la République de Taïwan.
- 1896 : Le 30 janvier est promulguée la Loi 63, qui confère au Gouverneur les pleins pouvoirs.
- 1897 : Début de la construction d'une barrière de « défense », entourant le territoire des Atayal. Elle était constituée de postes de polices et de barrières électriques, elle sera complètement terminée en 1900.
- 1899 : 
  - La Banque de Taïwan est créée pour encourager les investissements japonais à Taïwan.
  - Début de la construction de la voie de chemin de fer reliant le Nord au Sud de l'île.

## XXesiècle
- 1900 : Les Atayal de Takekan se révoltent contre les Japonais.
- 1908 : La ligne de chemin de fer Nord-Sud sur la côte Ouest est ouverte.
- 1904 : L’office du gouverneur de Taïwan promulgue plusieurs lois prohibant la possession d'armes à feu et de poudre à canon.
- 1915 : incident de Tapani.

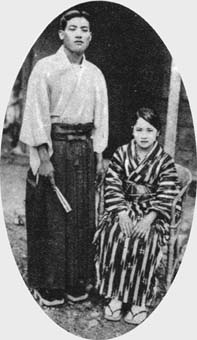
Un couple d'aborigènes sous l'occupation japonaise

- 1917 : Les bunun du village de Tanta se révoltent contre les Japonais.
- 1920 : 
  - Mise en place d'un système de réserve, les Chinois ont l'interdiction de pénétrer en territoire aborigène. La même année voit la disparition de la ligne de défense.
  - Les Japonais délocalisent les villages aborigènes dans des endroits plus accessibles afin de mieux pouvoir les contrôler.
- 1921 : l'association culturelle taïwanaise est fondée.
- 1923 : 
  - Le prince Hirohito visite Taïwan.
  - L’office du gouvernement de Taïwan annonce que le terme « barbare » devrait être remplacé par celui de « tribu des montagnes ».
- 1930 : Les Atayal de Wushe, menés par Mona Rudao, se révoltent contre les Japonais (Incident de Wushe).
- 1935 : Les Taïwanais élisent des représentants locaux pour la première fois.
- 1937 : 
  - Cette année est lancé le mouvement Kominka (皇民化運動), qui avait pour but de « japaniser » la société taïwanaise et de faire des habitants de Taïwan des sujets de l'Empereur.
  - La centrale électrique du lac de la lune et du soleil est terminé.
- 1940 : L’office du gouvernement de Taïwan encourage les aborigènes à adopter des noms japonais.
- 1941 : Abolition de la discrimination dans les écoles primaires entre Taïwanais et Japonais.
- 1942 : Les « Volontaires de Takasago » sont formés.
- 1943 : Scolarisation obligatoire. Le taux de scolarisation dans le primaire est de 71,3 % et de 86,4 % pour les aborigènes.
- 1945 : Le Japon capitule. Les nationalistes du Kuomintang prennent le contrôle de l'île avec l'accord des Alliés (conférence du Caire de 1943).
- 1947 : Le 28 février, un incident éclate à Taipei (二二八事件). La population manifeste et les affrontements avec le gouvernement nationaliste se multiplient. Une terrible répression s'ensuit, accompagnée d'environ 20 000 à 30 000 morts. Les leaders sont exécutés. La loi martiale est instaurée sur toute l'île.
- 1949 : Sur le continent, en 1949, les communistes proclament la république populaire de Chine. Le maréchal Tchang Kaï-chek, après avoir perdu la guerre contre Mao Zedong, se réfugie à Taïwan. Il remet alors en place la loi martiale ainsi qu'un gouvernement provisoire. La population chinoise arrivée en 1949 représente 15 % de la population totale de l'île. Mais les immigrés prennent le contrôle de Taïwan et des 85 % de Taïwanais.
- 1950 : La République de Chine est recréée à Taïwan.
- 1951 : Le traité de San Francisco[10] est signé. Par ce traité, le Japon renonce à sa souveraineté sur Taïwan. Le traité ne spécifie pas la nouvelle souveraineté. On considère alors que « le futur statut de Taïwan sera décidé en accord avec les intentions et les principes de la Charte des Nations unies ». C'est le seul traité international du XXe siècle concernant le statut de Taïwan.
- 1952 : Signature du traité de paix entre La République de Chine et le Japon[11].
- 1954 : Les États-Unis et Taïwan signent le traité de défense mutuelle[12].
- 1954-1955 : Première crise du détroit de Taïwan. La République Populaire de Chine annexe les îles Tachen.

- 1958 : L'Armée populaire de libération (APL) de Chine continentale lance une offensive contre les îlots de Jinmen (Quemoy) et de Matsu. C'est la crise du détroit de Formose. Les États-Unis interviennent et empêchent l'invasion chinoise.
- 1971 : L'ONU vote la reconnaissance de la république populaire de Chine comme le seul représentant légitime de la Chine à l'Organisation des Nations unies (Résolution 2758). En conséquence, la République de Chine perd le siège de celle-ci et est exclue de toute l'organisation.

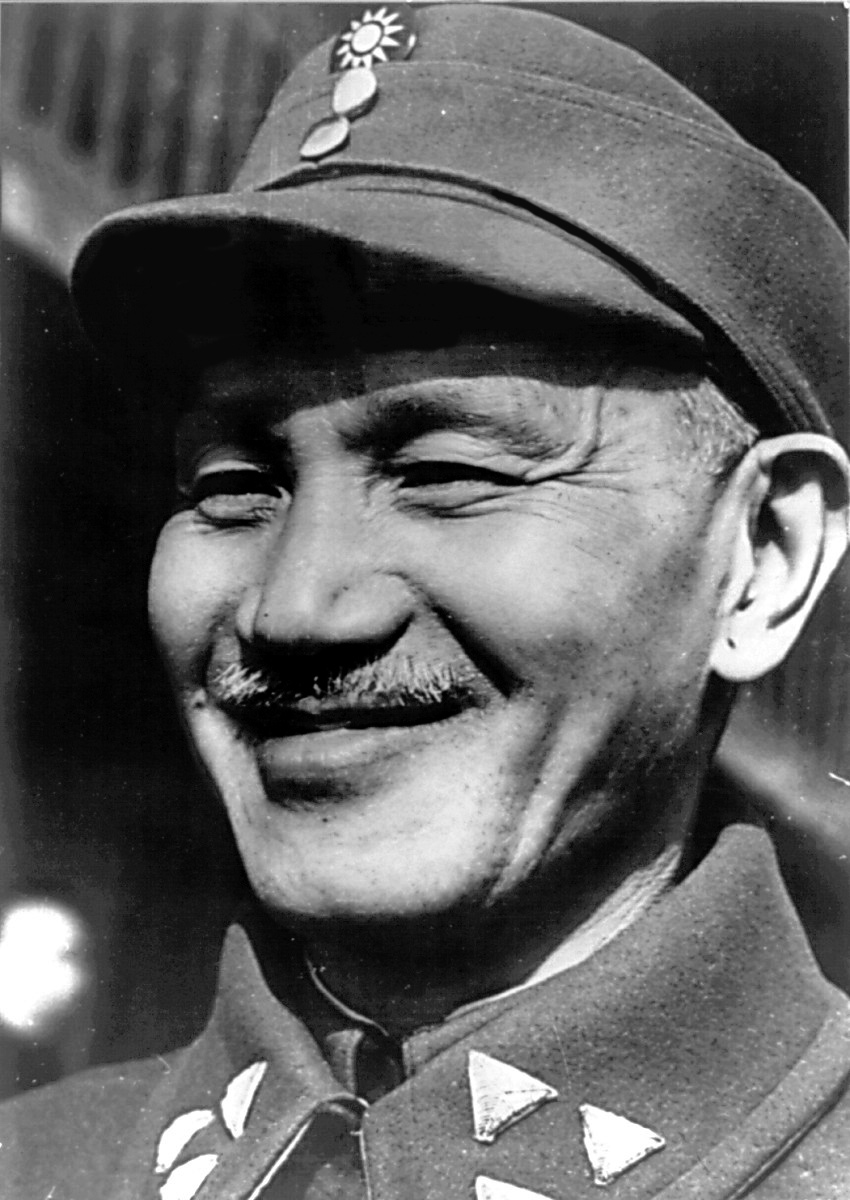
Tchang Kaï-chek

- 1975 : Tchang Kaï-chek meurt le 5 avril.
- 1978 : 
  - Chiang Ching-Kuo devient président.
  - En décembre, les États-Unis rompent les relations diplomatiques avec la République de Chine.
- 1979 : 
  - Le congrès américain vote le « Taiwan Relations Act »[13].
  - Pékin appelle Taïwan à revenir « au sein de la mère patrie ». Le gouvernement est alors appelé « autorités de Taipei » par la République populaire de Chine.
  - incident de Kaohsiung (incident de la revue Meili dao 美麗島), après cet incident les milieux indépendantistes sont réprimés.
- 1981 : Pékin propose à Taipei les « trois liens » (commerce, poste, voyages), ainsi que les « quatre échanges » (universitaires, culturels, économiques et sportifs). La Chine invente alors la doctrine « un pays, deux systèmes »[14].
- 1982 : Après avoir répondu par les « trois non » (non aux contacts, aux négociations et aux compromis), Taïwan reconnaît les dirigeants de Pékin comme les « autorités communistes chinoises ».
- 1986 : 
  - Septembre, création du Parti démocrate progressiste (PDP)
  - Octobre, le gouvernement légalise les formations d'oppositions.
- 1987 : Massacre de Lieyu s'est passé le 3 mars[15]. Ensuite, la loi martiale, qui dure depuis 1949, est levée à Taïwan. La population est autorisée à visiter la République populaire de Chine.
- 1988 : Chiang Ching-Kuo meurt le 13 janvier, Lee Teng-hui vice-président devient donc Président.
- 1990 : Lee Teng-hui est élu Président.
- 1991 : 
  - Avril, la constitution[16]est révisée[17] pour que le Yuan législatif et l’assemble nationale puisse être élus uniquement par les citoyens des territoires sous contrôle de la République de Chine.
  - Mai, le président Lee Teng-hui annonce la fin de la « période de mobilisation nationale pour la suppression de la rébellion communiste ».
  - Juin, le Yuan législatif adopte une motion qui demande au gouvernement de préparer le retour a l’ONU
- 1992 : le KMT accepte la responsabilité de l’incident du 28 février 1947.
- 1993 : 
  - 27-28 sommet de Singapour
  - En août premier essai pour réintégrer l'ONU.
  - 31 août livre blanc de Pékin[18]
  - En novembre, le ministre taïwanais de l'économie annonce la politique « provisoire des deux Chines », qui concerne « deux États souverains ».
- 1994 : Livre blanc de Taïwan[19]
- 1995 : le gouvernement américain autorise Lee Teng-hui à visiter les États-Unis, à la suite de cela commence la crise des missiles.
- 1996 : 
  - En mars, la République populaire de Chine déclenche des manœuvres militaires le long de la côte du Fujian. En particulier elle tire des missiles au large de Taïwan. La réaction des États-Unis est le déploiement de deux porte-avions nucléaires dans la zone.
  - Lee Teng-hui est élu président au suffrage universel direct.
- 1999 : En 1999 Lee Teng-hui, déclara que les relations entre la Chine et Taïwan étaient des « relations spéciales d’État à État». Cette déclaration souleva des protestations à Pékin.
- 2000 : 
  - En février la République de Chine publie un livre blanc[20] dans lequel il est réaffirmé que non seulement une déclaration d'indépendance de Taïwan est un casus belli, mais également qu’un refus sine die des négociations en vue de la réunification, l'est également.
  - En mars, Chen Shui-bian gagne l'élection présidentielle et devient le premier président non membre du Kuomintang.

## XXIesiècle
- 2001 : les trois mini liens entre Jinmen, Matsu et le Fujian entrent en service.
- 2002 : Taïwan entre à l'Organisation mondiale du commerce
- 2004 : Chen Shui-bian est réélu de justesse avec 0,22 % des votes de plus que son adversaire.
- 2005 : premier vol commercial direct entre Pékin et Taipei pour le nouvel an chinois.
- 2005 : la république populaire de Chine vote la Loi antisécession[21], qui autorise l'emploi de la force armée si Taïwan déclare son indépendance.
- 2006 : Le train à grande vitesse entre en service (Ligne à grande vitesse de Taïwan) entre Taipei et Kaohsiung.
  - 16 avril : le président du KMT (dans l'opposition) Lien Chan rencontre à Pékin Hu Jintao secrétaire général du Parti communiste chinois
- 2008 : 
  - Le Guomindang (KMT) gagne les législatives, il obtient 81 sièges sur 113.
  - 22 mars : à l'élection présidentielle, victoire de Ma Ying-jeou, chef du Kuomintang (KMT) contre le candidat du président sortant Chen Shui-bian avec 58,45 % des suffrages exprimés. Investiture le 20 mai. Le nouveau président s'est présenté comme la candidat de l'ouverture et de l'accélération des échanges avec la Chine populaire, parlant même de la perspective d'un « marché commun » et de jeter « les fondations d'un siècle de paix et de prospérité ».
  - 4 juillet : premiers vols directs les week-ends entre la Chine continentale et Taïwan.
  - visite de Chen Yunlin, le président de l'Association des relations entre les deux rives (ARATS), premier haut responsable chinois de ce rang à visiter Taïwan.
  - mouvement étudiant des « fraises sauvages »
  - rencontre de l'ancien vice-président de la République de Chine Lien Chan (président honoraire du Kuomintang) et du président chinois Hu Jintao à l'APEC au Pérou
- 2009
  - Le typhon Morakot fait près de 700 morts
- 2012 : Ma Ying-jeou est réélu président.
- 2014 : Mouvement Tournesol des Étudiants (太陽花學運 ou 318學運) qui débute le 18 mars et se termine le 10 avril.
- 2016 : 
  - 16 janvier : Tsai Ing-wen 蔡英文 (DPP) est élue présidente de la RdC.
  - 1er août : La présidente Tsai Ing-wen présente de la part du gouvernement des excuses officielles aux aborigènes « pour les souffrances et l’injustice qu’ils ont subies ces 400 dernières années »[22].
- 2017 : 
  - 24 mai : Le Conseil Constitutionnel légalise le mariage pour tous. Les législateurs ont deux ans pour modifier le Code Civil qui a été jugé « non conforme à la Constitution ».